# Чосновский, Владислав
Владислав Леон Чосновский (пол. Władysław Leon Czosnowski; 27 июня 1841, Стара Весь ― 25 октября 1916, Варшава) ― польский строитель и общественный деятель. Участник Январского восстания.

## Детство и юность
Владислав Чосновский был сыном владельца имения  Ярохы Валентина Чосновского герба Першхала и Гонораты Кулиньских. В 1861 окончил реальную гимназию в Варшаве и вернулся к себе в деревню. После начала Январского восстания вступил в отряд Мариана Лангевича, в феврале 1864 года был ранен и попал в плен. По решению суда у него было конфисковано всё его имущество, а сам он был сослан в Сибирь на каторгу. После возвращения на родину по совету своих бывших товарищей по оружию начал работать в сфере строительства. В 1872 году женился на Каролине Пауль, дочери Юзефа Пауля, богатого кровельщика, который также был владельцем бумажной фабрики и предприятия по производству асфальта. В 1891―1909 годах был старостой гильдии каменщиков.

## Строительное предприятие
Начиная с 1869 года, ещё будучи подмастерьем камнеукладчика, Чосновский решил организовать собственную артель каменщиков. Через год он основал строительную компанию. Будучи новичком в предпринимательстве, он пришёл к одной весьма удачной идее: он заранее определял своему заказчику цену и конечный срок окончания работ. В дополнении к этом он координировал всю работу (до него заказчик самостоятельно на каждой стадии работ определял их условия и договаривался с отдельными необходимым на данный момент мастерами). Благодаря финансовой поддержке Францишека Гейера стало возможным дальнейшее развитие компании (Гейер был другом Чосновского ещё со школьной скамьи). Кроме этого Чосновский также брал займы уже Земского товарищества кредитования, Коммерческого банка Варшавы (позднее он сам входил в наблюдательный совет этого банка) и Кассы варшавских предпринимателей (где он позднее стал председателем наблюдательного совета). С такими источниками финансирования дела Чосновского очень быстро пошли в гору.
Около 1884 года компания приносила настолько большой доход, что её владелец решил инвестировать свои капиталы в недвижимость. В 1885 году он приобрёл ферму у озеленительной компании Ульрихов. Территория фермы располагалась между нынешними улицами Валицув, Желязнон и Переца. На улице Переца он построил себе дом и штаб-квартиру компании. Следующей его инвестицией была покупка участка к югу от аллеи Ерозолимске. По улице Вспульна проходила южная граница участка. Территория была застроена домами и затем продана по цене гораздо выше себестоимости, однако покупатели получали в своё распоряжение готовые дома с отделкой.
Около 1896 года у Каролины Чосновской начались проблемы со здоровьем. Стремясь облегчить её положение, Владислав купил пустырь и лес к югу от реки Езёрка. Земли вокруг в то время принадлежали графу Константу Скужевскому. Посоветовавшись с медиками (бальнеологами), он инициировал учреждение Акционерного общества по застройке деревень в Царстве Польском. В 1897 году общество приобрело земли в Констанцине, а Владислав был избран президентом компании.
В 1905 году в его строительном предприятие работало около трёх тысяч рабочих различных специальностей. Многие из них благодаря Чосновскому поднялись из разнорабочих и основали собственные компании, часто по-прежнему работающие вместе с головной компанией. В 1909 году владельцем предприятия стал сын Чосновского — Тадеуш. Сам он умер 25 октября 1916 года в Варшаве и был похоронен на кладбище Старые Повонзки.
Много проектов компании Владислава Чосновского касалось объектов, разработанных его старшим сыном Брониславом Колонна-Чосновским, который был архитектором и инженером.

## Строительная деятельность компании
Владислав Чосновский сотрудничал с рядом выдающихся архитекторов, это были, в частности, Юзеф Пий Дзеконьский, Владислав Маркони, Стефан Шиллерr, Кароль Козловский, Андрей Жоховский, Эдвард Цихоцкий и Леандро Маркони. Компания построила и расширила семьдесят два церкви и храма, за что в 1890 Чосновский получил звание тайного камергера от папы римского. Среди самых известных зданий, над которыми работала его компания, следующие сооружения:
- Церкви:
  1. Церковь Всех Святых в Варшаве
  2. Костел СвятогоПетра и Павла в Варшаве
  3. Церковь св. Карла Борромео в Варшаве (Повозки) (реконструкция и расширение)
  4. Кафедральная базилика святого Архангела Михаила и святого мученика Флориана в Варшаве
  5. Церковь святого Августина в Варшаве
  6. Костёл Святого Иоанна Крестителя (реконструкция)
  7. Кафедральный собор покрова Пресвятой Богородицы в Радоме
  8. Костел Успения пресвятой девы Марии в Острув-Мазовецка

- Объекты общественного назначения:
  1. Цирк Цинисельлего в Варшаве
  2. Большой театр в Варшаве (восстановление после пожара)
  3. Средняя механико-техническая школа Механико-Техническая М. Миттего в Варшаве
  4. Больница младенца Иисуса в Варшаве (реновация)
  5. Цоколь памятника Адама Мицкевича в Варшаве
  6. Дом Страхового общества «Россия» в Варшаве
  7. Отель Бристоль в Варшаве
  8. Торговый банк в Варшаве
  9. Национальная филармония
  10. Здание Гимназии им. Станислава Сташица на ул. Грунтовая 60 (по проекту Мариана Kontkiewicza и Станислава Залевского)[3]
  11. Здание Русско-Шведского Общества-Телефонов Седегрена в Варшаве
  12. Часовня Кохановского в Чарнолесье
  13. Многочисленные виллы и дома в Констанцин-Езёрна[4].